# Pointe Calimère
La pointe Calimère (en anglais : Point Calimere ; autrefois pointe ou cap de Callamedu (Kallamedu), de Cagliamère (Cagliamera) ou de Calliamère (Cailliamere)) ou cap Calimère, également appelé localement Kodiakkarai (en tamoul : கோடியக்கரை ; Codicaré en français), du nom de la localité riveraine éponyme, est un cap situé au sud-est de l'Inde, dans le district de Nagapattinam de l'État du Tamil Nadu. La pointe Calimère est à environ 9 km au sud de Vedaranyam (et à 52 km au sud de Nagapattinam), dans la région du delta du fleuve Cauvery, et marque un virage presque à angle droit sur le littoral. Elle constitue l'extrémité méridionale de la côte de Coromandel.
Le secteur de Kodiakkarai, largement protégé par le sanctuaire de vie sauvage et d'oiseaux de Point Calimere, est désigné site Ramsar depuis août 2002.
La pointe Calimère est localement associée à l'épopée mythologique hindoue du Ramayana. Le point culminant du cap, Ramarpatham (ராமர் பாதம், signifiant « les pieds de Rama »), à une altitude de 6 ou 7 mètres, comporte en effet une dalle de pierre sur laquelle deux empreintes de pieds auraient été laissées par Rama, qui s'y tenait lorsqu'il reconnut au loin l'île de Lanka, où se trouve le royaume de Ravana. Île mythique associée à l'actuel Sri Lanka, ce dernier est distant de 48 kilomètres au sud du cap. La pointe Calimère est également mentionnée par Kalki dans son roman historique Ponniyin Selvan.
L'occupation ancienne de la région est attestée par le temple local de Kodi Kuzhagar construit pendant la période Chola, sous laquelle fut aussi édifiée un phare, dont le vestige a été fortement endommagé lors du tsunami de 2004 dans l'océan Indien. Le cap et ses salins constituent un des sites ciblés par la Marche du sel, une manifestation gandhienne contestant le Raj britannique, menée ici par Chakravarti Rajagopalachari au départ de la ville de Trichinapali ou Tiruchirappalli, le 13 avril 1930. Cet évènement est connu sous le nom de « Marche de Vedaranyam ». 

## Sanctuaire de vie sauvage de Point Calimere
Les forêts de Kodiakkarai, également connues sous le nom de forêts de Vedaranyam, forment l'un des derniers vestiges des forêts décidues sèches tropicales qui étaient autrefois typiques de l'écorégion des forêts « sempervirentes » sèches du Deccan oriental. Le sanctuaire de vie sauvage de Point Calimere, d'une superficie de 24,17 km2, est créée le 13 juin 1967 afin de protéger ce milieu « relique ».
Le sanctuaire comprend le cap et ses trois types d'habitats : les forêts sèches sempervirentes, les forêts de mangroves et les zones humides. En 1988, le sanctuaire a été agrandi pour inclure le Grand marais de Vedaranyam (incluant les mangroves et la lagune de Muthupet) et la reserved forest ou « forêt réservée » de Talainayar, acquérant avec une superficie totale de 385 km2. Il est rebaptisé à la même occasion Point Calimere Wildlife and Bird Sanctuary. L'orientation du sanctuaire dans la protection des habitats favorables aux oiseaux migrateurs est ainsi valorisée, consécutivement au constat d'un déclin important de leur population depuis la décennie 1980.
Point Calimere est l'un des sites majeurs d'hivernage en Inde méridionale, et l'un rares sites d'hivernage connus du bécasseau spatule, une espèce d'oiseau très menacée. Il abrite également d'importantes populations hivernantes de flamants roses et de flamants nains, de bécassins d'Asie et de sarcelles d'été (ou cacharel). Ainsi que de nombreuses espèces de canards, de sternes, d'aigrettes, des spatules, des barges à queue noire, des chevaliers tacheté, des avocettes élégantes, des pélicans à bec tacheté, des bécasseaux de l'Anadyr ou des pluviers de Mongolie entre autres. Au total 257 espèces d'oiseaux peuvent être identifiées dans la région, dont 119 qui vivent en milieu humide.
La réserve abrite aussi 14 espèces de mammifères, dont une importante population d'antilopes cervicapre, l'espèce-phare du sanctuaire, en voie de disparition à l'échelle de la région. Des populations abondantes de cerfs axis, de sangliers et de chacals doré y sont aussi recensées, avec des colonies de macaques à bonnet et des hardes de chevaux sauvages (marrons). Durant la mousson, le dauphin commun peut y être observé au large.
La zone est parsemée de marais salants, ceux-ci abritent d'importantes populations de crustacés qui soutiennent la vie des oiseaux hivernants. Néanmoins, certaines pratiques de la saliculture contribuent à une augmentation importante de la salinité des eaux dans les zones humides, affectant la faune migratrice,. Le ruissellement des pesticides provenant des champs agricoles et des élevages de crevettes a pénétré dans l'écosystème, ce qui a entraîné pour de nombreuses espèces des concentrations élevées de DDT et de HCH dans leurs tissus.

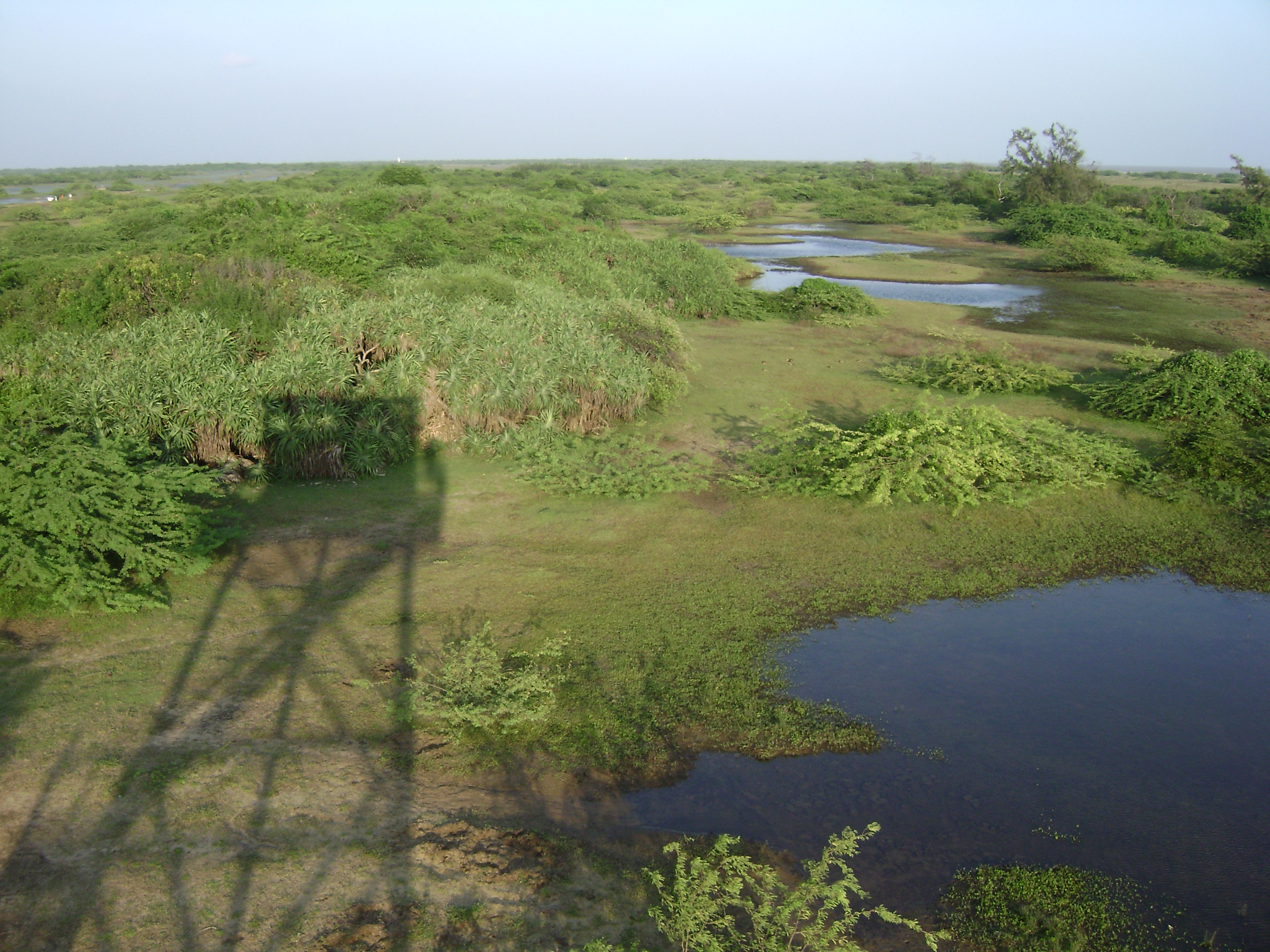
Vue depuis une tour d'observation du sanctuaire.
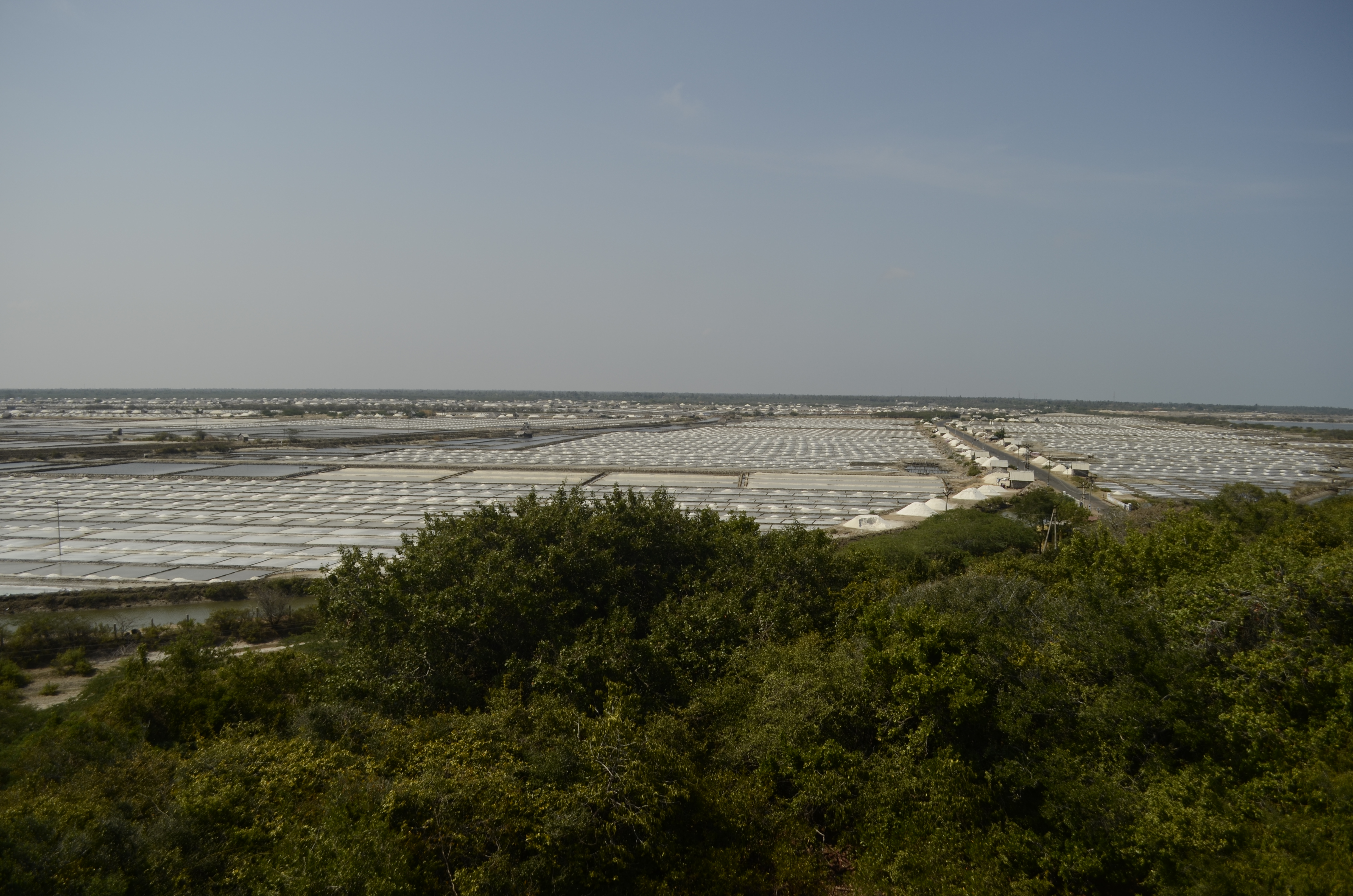
Les marais salants de Vedaranyam, situés à Pointe Calimère.
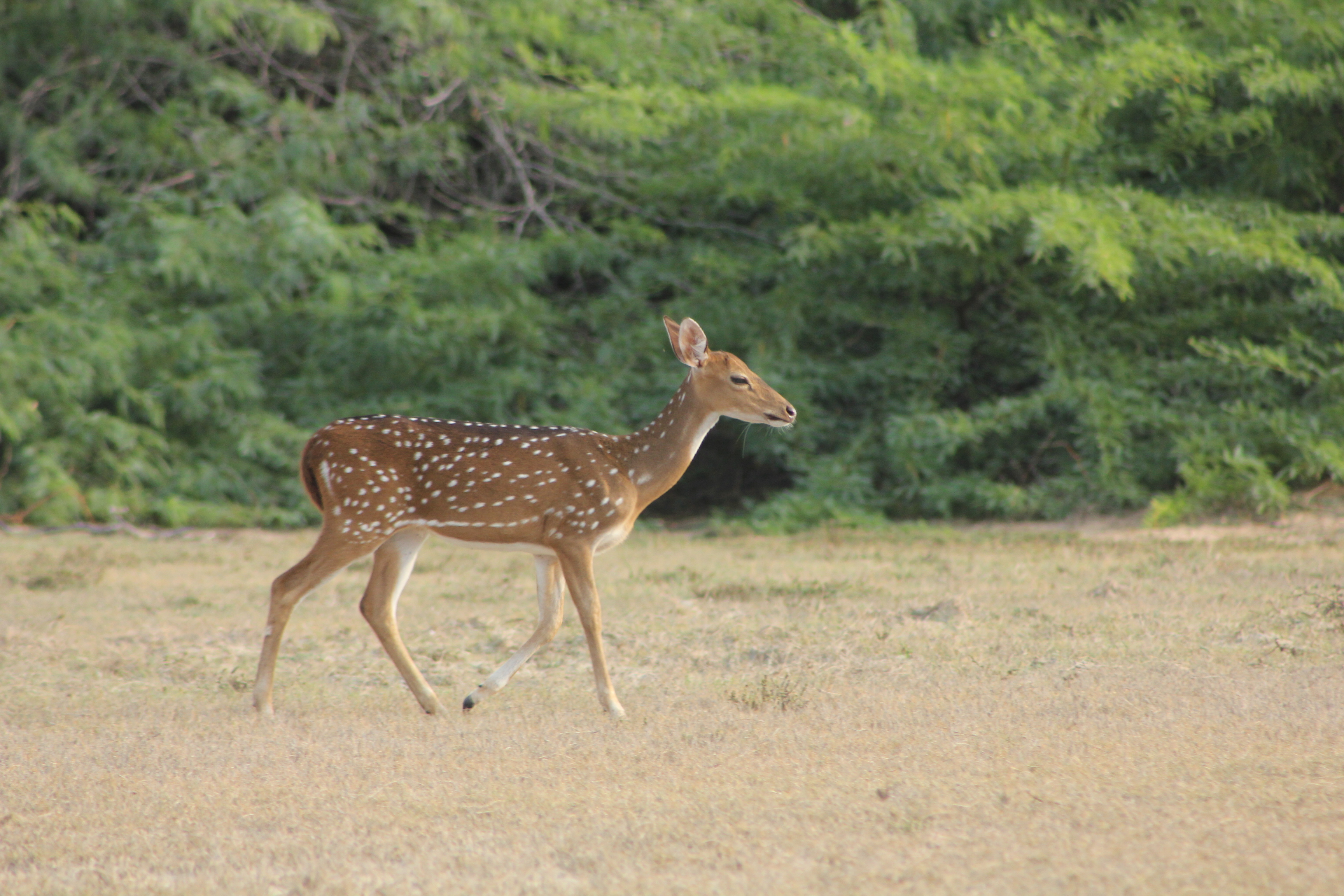
Une biche axis à découvert. Les milieux ouverts sont menacés par les plantes invasives de type Prosopis juliflora.
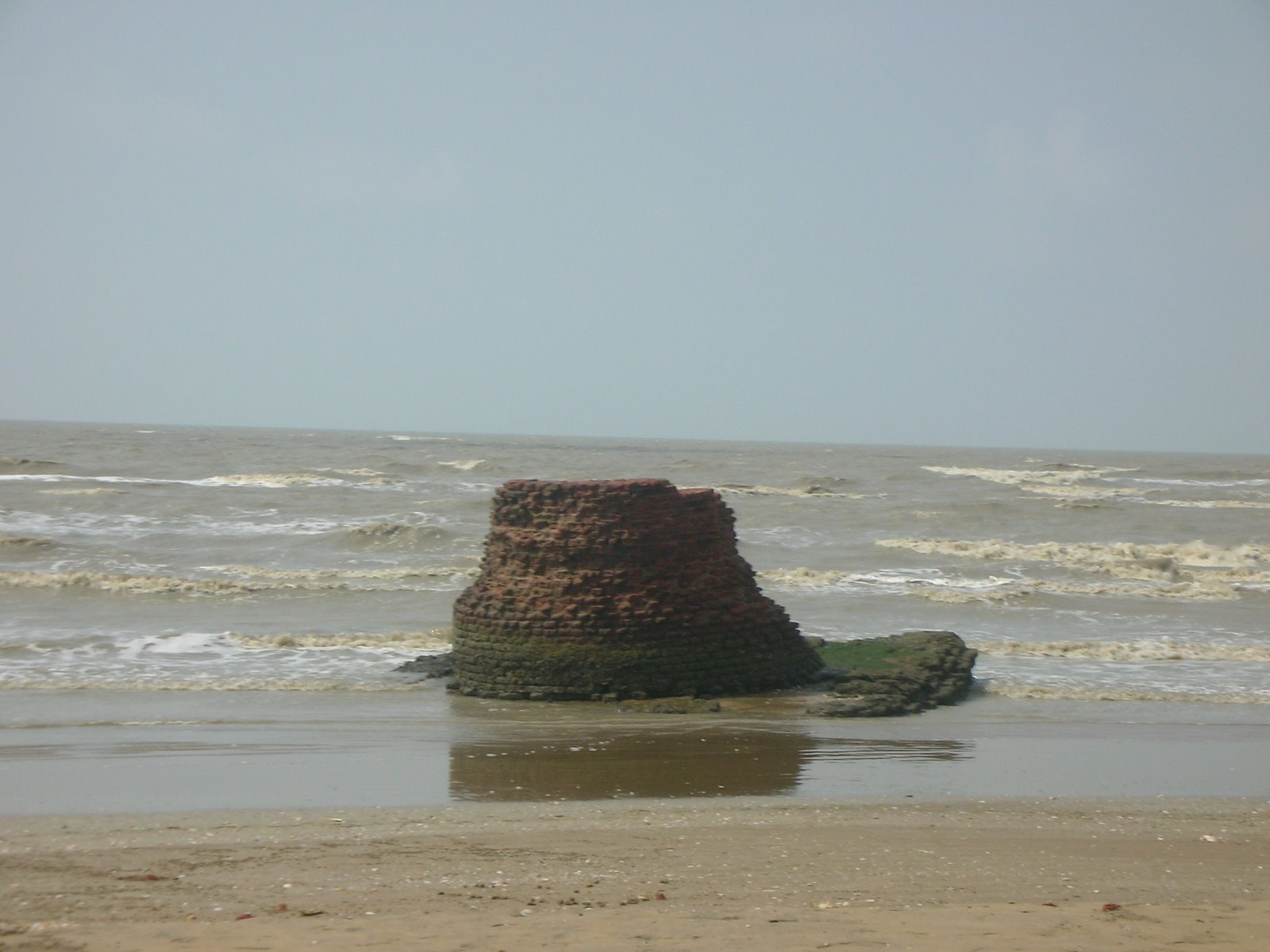
Les ruines du phare chola du Cap Calimère. Désormais protégées par des barrières.
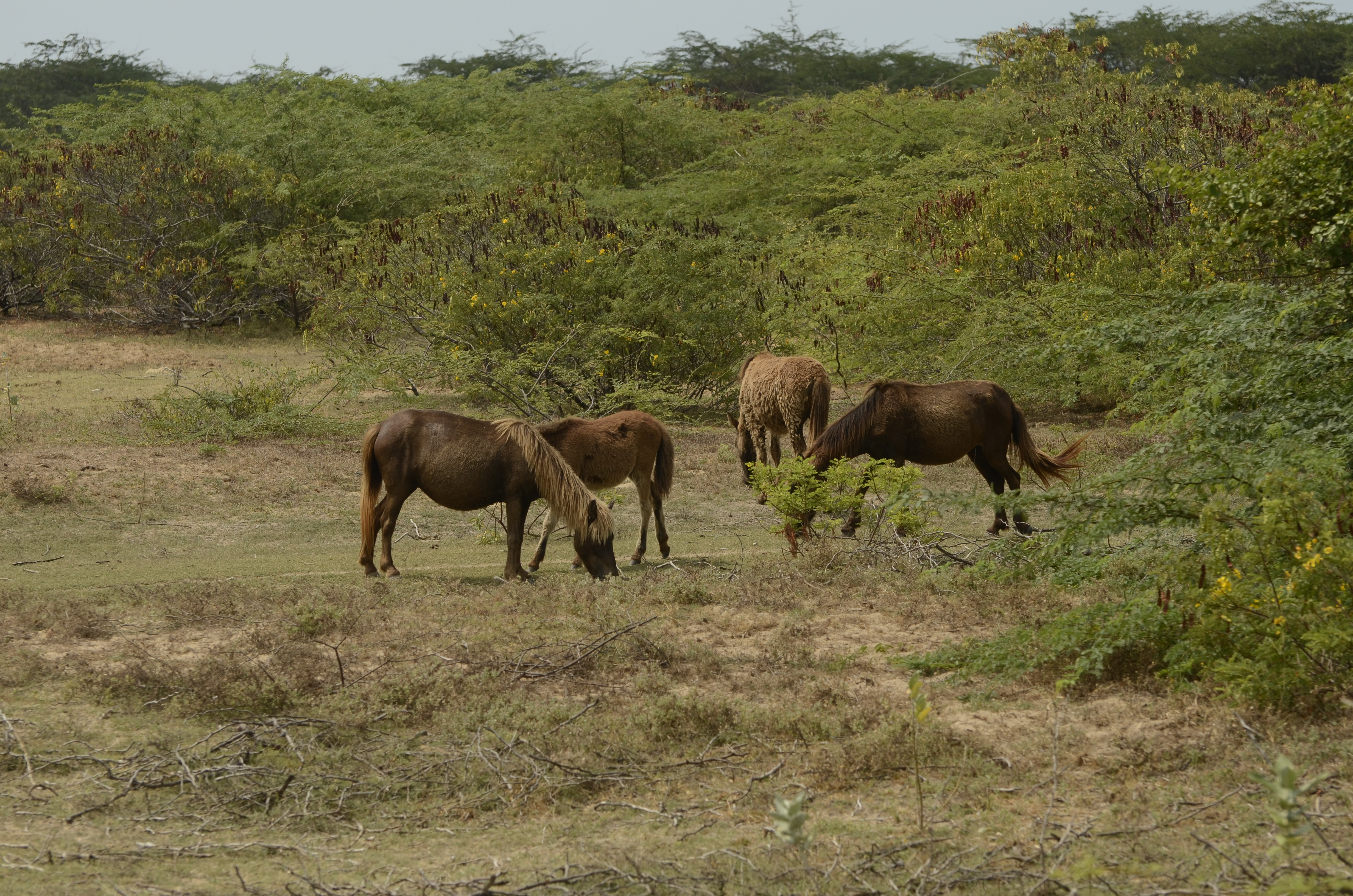
Des chevaux sauvages dans les bois. Ils descendent d'équités abandonnés par leurs maîtres à l'avènement de la route.
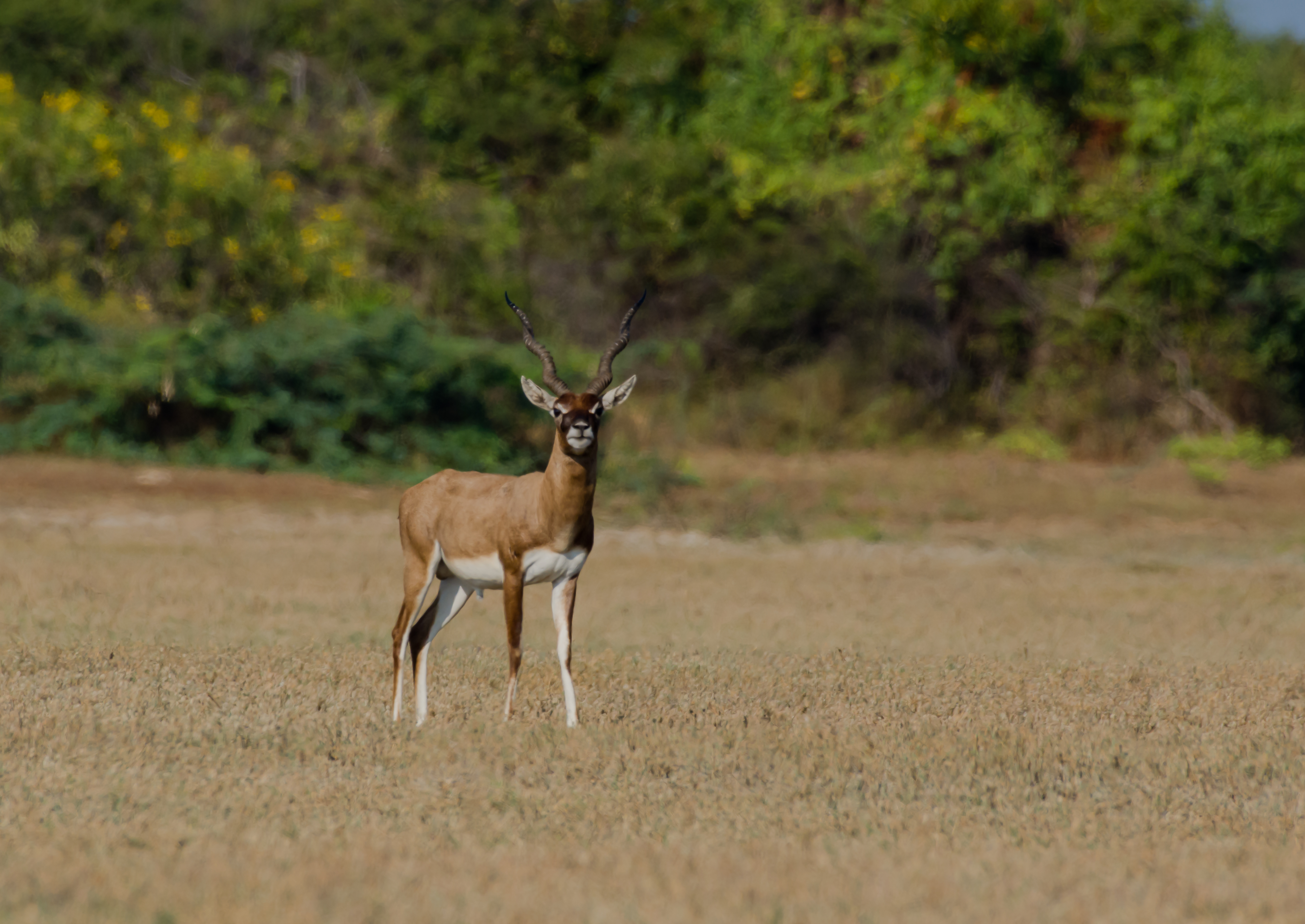
Une antilope cervicapre mâle. Le sanctuaire a été fondé pour protéger cette population relique.
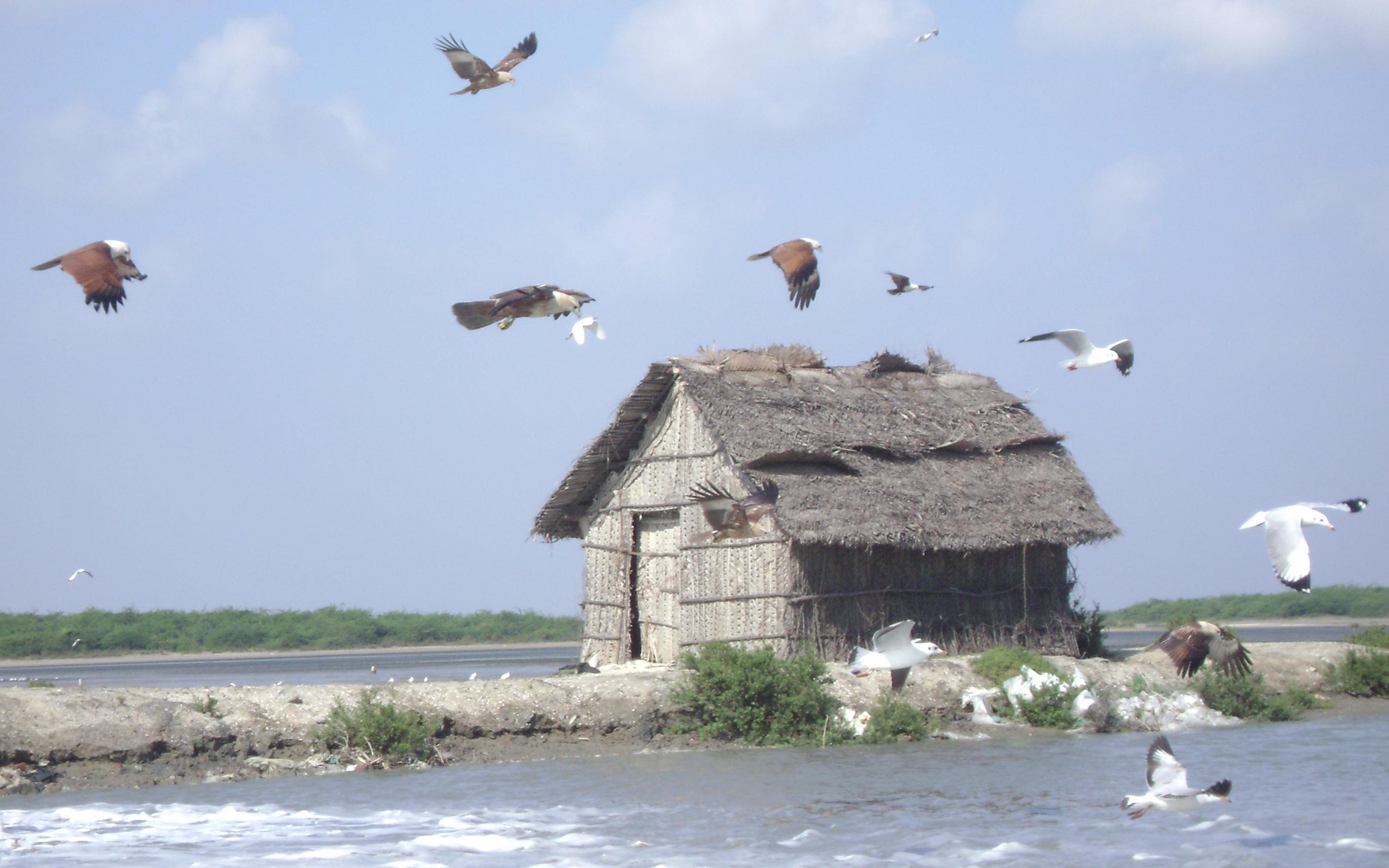
Des milans sacré et des mouettes du Tibet à proximité d'une hutte.
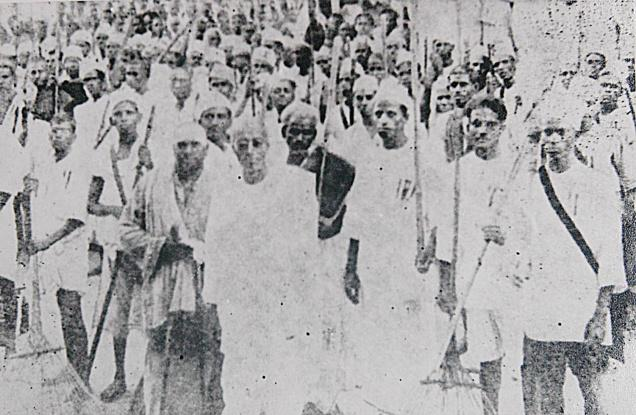
Rajagopalachari et les participants à la Marche du sel de Vedaranyam, Avril 1930.
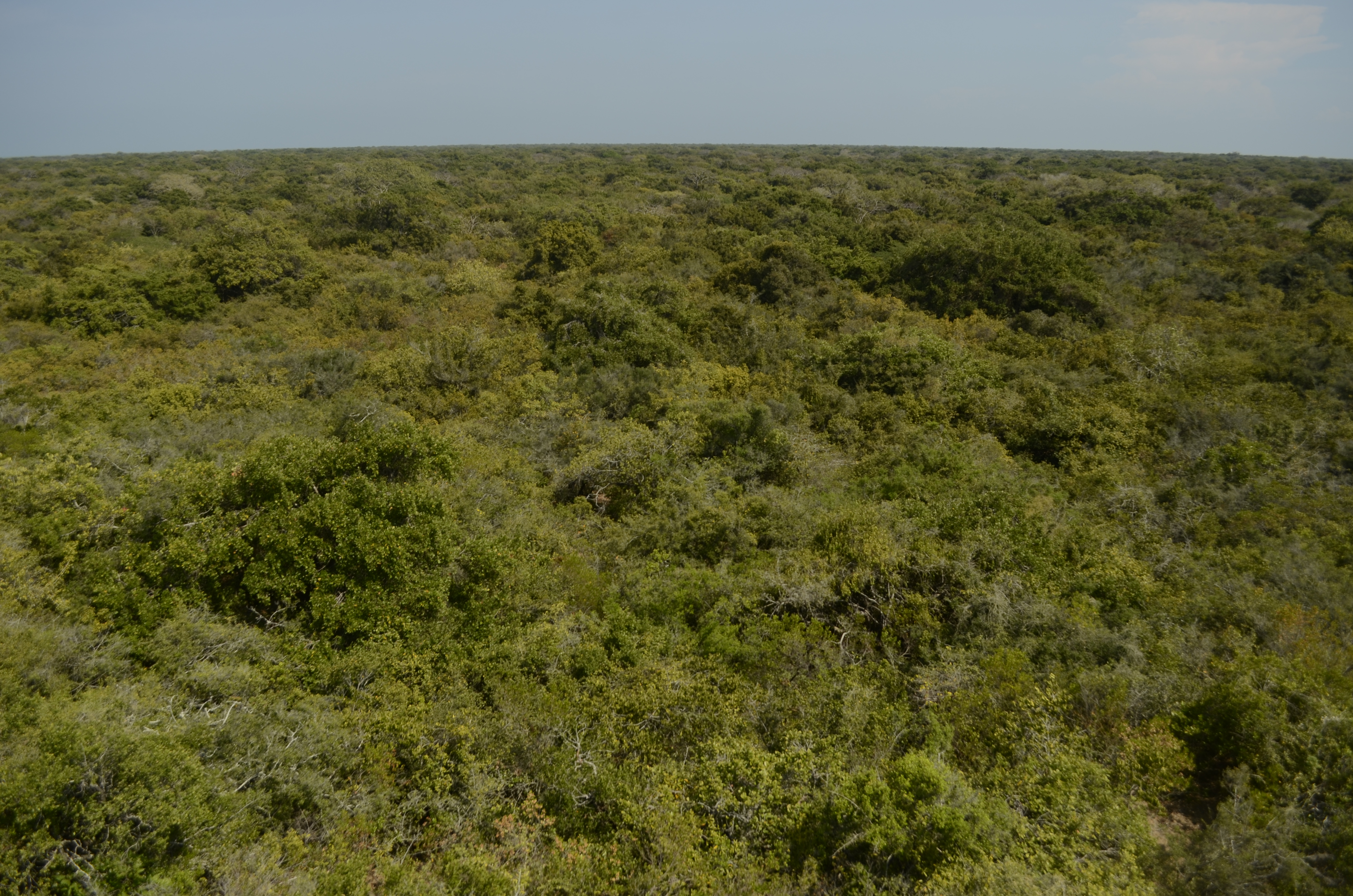
Vue sur la strate supérieure de la forêt tropicale sèche du parc, depuis le lieu-dit Ramar Paadam.
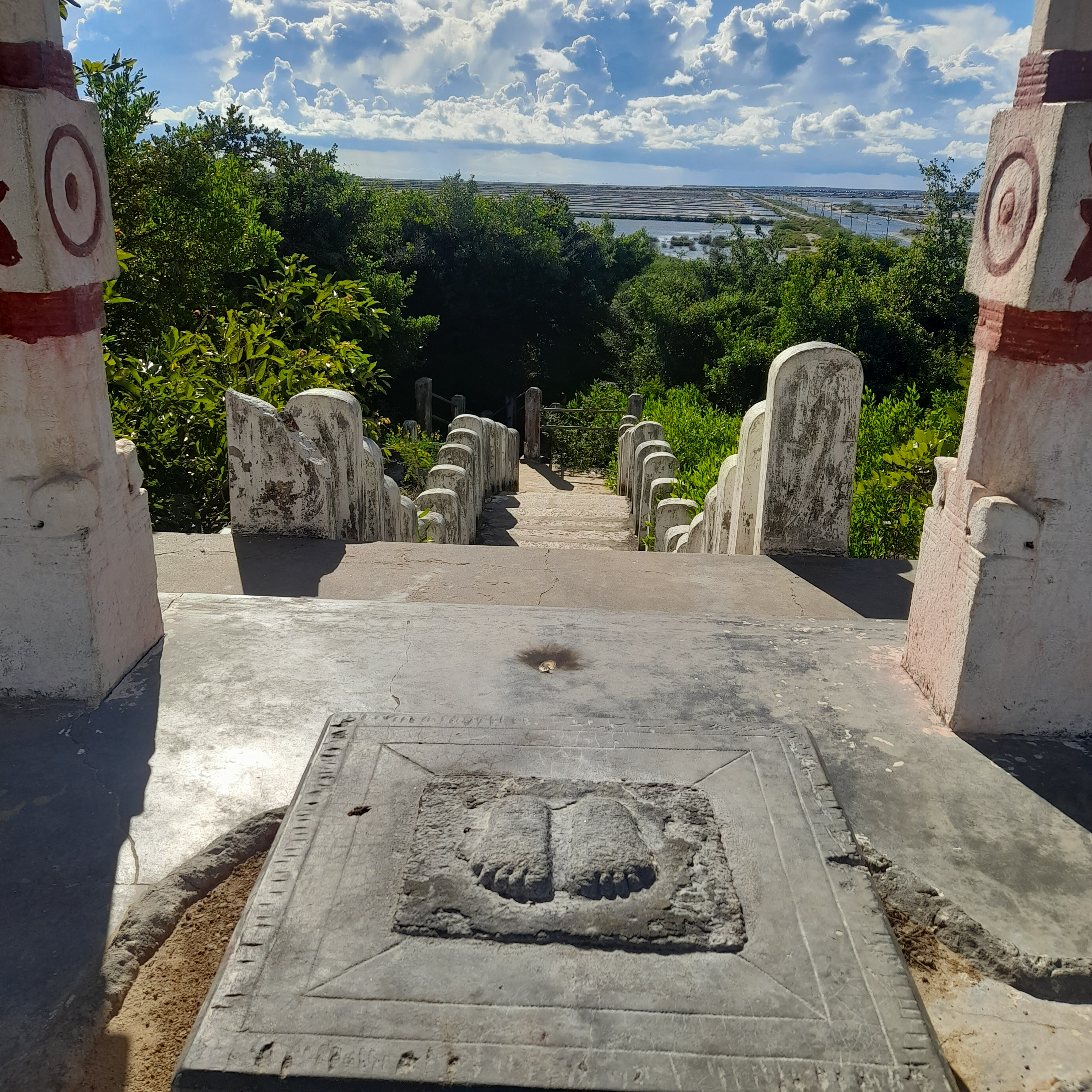
Les pas de Rama, objet de pèlerinage durant la Rama Navami.